# 9e étape du Tour d'Italie 2018
Pour un article plus général, voir Tour d'Italie 2018.
La 9e étape du Tour d'Italie 2018 se déroule le dimanche 13 mai 2018, entre Pesco Sannita et le massif du Gran Sasso (au niveau du Campo Imperatore) sur une distance de 225 km. Elle est classée dans la catégorie des étapes dites de « grande difficulté ».

## Déroulement de la course
Treize coureurs s'échappent en début d'étape : Simone Andreetta (Bardiani-CSF), Davide Ballerini, Fausto Masnada (Androni-Giocattoli), Maxim Belkov (Katusha-Alpecin), Cesare Benedetti (Bora-Hansgrohe), Natnael Berhane (Dimension Data), Manuele Boaro, Giovanni Visconti (Bahrain-Merida), Gianluca Brambilla, Laurent Didier (Trek-Segafredo), Hugh Carthy (EF Education First-Drapac), Mikaël Cherel (AG2R La Mondiale), Alex Turrin (Wilier Triestina-Selle Italia) et Tim Wellens (Lotto-Fix All). Ils creusent une avance de plus de huit minutes sur le peloton. La première place à la côte de Roccaraso est attribuée à Natnael Berhane après que Fausto Masnada a été déclassé pour avoir bénéficiée d'une poussée de son coéquipier Davide Ballerini. Ce dernier est vainqueur des deux sprints intermédiaires et prend la tête du classement des sprints.
À une quarantaine de kilomètres de l'arrivée, au début de l'ascension de Calasio, l'équipe Astana accélère en tête du peloton,. Masnada passe en tête au sommet, à trente kilomètres de l'arrivée, où l'avance de l'échappée n'est plus que de quatre minutes. Plusieurs attaques commencent à diviser celle-ci. Wellens est le premier lâché. Masnada tente sa chance seule dans les faux plats entre les deux dernières ascensions. Boaro se lance à sa poursuite, suivi par Cherel, Visconti, Brambilla et Carthy. Ces derniers sont rattrapés au début de l'ascension finale, tandis que Masnada résiste seul jusqu'à 2,7 km du but.
Dans la montée finale, Jack Haig (Mitchelton-Scott) mène le train et réduit le peloton. Fabio Aru et Christopher Froome sont notamment distancés dans les trois derniers kilomètres. Alors que les favoris de la course ne se découvrent pas, Angelo Ciccone (Bardiani-CSF) accélère à plusieurs reprises, sans parvenir à prendre suffisamment d'avance. À 600 mètres de la ligne d'arrivée,  Domenico Pozzovivo (Bahrain-Merida) attaque, suivi par Simon Yates, Thibaut Pinot, Esteban Chaves et Richard Carapaz. À 100 mètres, Yates lance son sprint et part s'imposer devant Pinot et Chaves.
Avec cette victoire, et aux secondes de bonification qu'elle apporte, Simon Yates accroît son avance au classement général. Il devance désormais son coéquipier Chaves de 32 secondes et Tom Dumoulin, qui a terminé l'étape avec 12 secondes de retard, de 38 secondes.

## Résultats

### Classement de l'étape
| \| Classement de l'étape \| Classement de l'étape \| Classement de l'étape \| Classement de l'étape \| Classement de l'étape \| \| Coureur \| Coureur \| Pays \| Équipe \| Temps \| \| --------------------- \| --------------------- \| --------------------- \| --------------------- \| --------------------- \| \| 1er \| Simon Yates \| Royaume-Uni \| Mitchelton-Scott \| 5 h 54 min 13 s \| \| 2e \| Thibaut Pinot \| France \| Groupama-FDJ \| + 0 s \| \| 3e \| Esteban Chaves \| Colombie \| Mitchelton-Scott \| + 0 s \| \| 4e \| Domenico Pozzovivo \| Italie \| Bahrain-Merida \| + 4 s \| \| 5e \| Richard Carapaz \| Équateur \| Movistar Team \| + 4 s \| \| 6e \| Davide Formolo \| Italie \| Bora-Hansgrohe \| + 10 s \| \| 7e \| George Bennett \| Nouvelle-Zélande \| LottoNL-Jumbo \| + 12 s \| \| 8e \| Tom Dumoulin \| Pays-Bas \| Team Sunweb \| + 12 s \| \| 9e \| Miguel Ángel López \| Colombie \| Astana \| + 12 s \| \| 10e \| Giulio Ciccone \| Italie \| Bardiani CSF \| + 24 s \| |                    |                  |                  |                 |
| |                    |                  |                  |                 |
| Source : ProCyclingStats |                    |                  |                  |                 |
| Classement de l'étape |                    |                  |                  |                 |
| Coureur | Coureur            | Pays             | Équipe           | Temps           |
| 1er | Simon Yates        | Royaume-Uni      | Mitchelton-Scott | 5 h 54 min 13 s |
| 2e | Thibaut Pinot      | France           | Groupama-FDJ     | + 0 s           |
| 3e | Esteban Chaves     | Colombie         | Mitchelton-Scott | + 0 s           |
| 4e | Domenico Pozzovivo | Italie           | Bahrain-Merida   | + 4 s           |
| 5e | Richard Carapaz    | Équateur         | Movistar Team    | + 4 s           |
| 6e | Davide Formolo     | Italie           | Bora-Hansgrohe   | + 10 s          |
| 7e | George Bennett     | Nouvelle-Zélande | LottoNL-Jumbo    | + 12 s          |
| 8e | Tom Dumoulin       | Pays-Bas         | Team Sunweb      | + 12 s          |
| 9e | Miguel Ángel López | Colombie         | Astana           | + 12 s          |
| 10e | Giulio Ciccone     | Italie           | Bardiani CSF     | + 24 s          |

### Points attribués
|   | Cycliste         | Pays   | Équipe                        | Points |
| - | ---------------- | ------ | ----------------------------- | ------ |
| 1 | Davide Ballerini | Italie | Androni Giocattoli-Sidermec   | 8      |
| 2 | Maxim Belkov     | Russie | Katusha-Alpecin               | 4      |
| 3 | Alex Turrin      | Italie | Wilier Triestina-Selle Italia | 1      |

|   | Cycliste         | Pays   | Équipe                        | Points | Bonif |
| - | ---------------- | ------ | ----------------------------- | ------ | ----- |
| 1 | Davide Ballerini | Italie | Androni Giocattoli-Sidermec   | 8      | 3 s   |
| 2 | Maxim Belkov     | Russie | Katusha-Alpecin               | 4      | 2 s   |
| 3 | Alex Turrin      | Italie | Wilier Triestina-Selle Italia | 1      | 1 s   |

| - Sprint final de Gran Sasso (km 225) : \| \| Cycliste \| Pays \| Équipe \| Points \| Bonif \| \| -- \| ------------------ \| ---------------- \| ---------------- \| ------ \| ----- \| \| 1 \| Simon Yates \| Royaume-Uni \| Mitchelton-Scott \| 15 \| 10 s \| \| 2 \| Thibaut Pinot \| France \| Groupama-FDJ \| 12 \| 6 s \| \| 3 \| Esteban Chaves \| Colombie \| Mitchelton-Scott \| 9 \| 4 s \| \| 4 \| Domenico Pozzovivo \| Italie \| Bahrain-Merida \| 7 \| \| \| 5 \| Richard Carapaz \| Équateur \| Movistar \| 6 \| \| \| 6 \| Davide Formolo \| Italie \| Bora-Hansgrohe \| 5 \| \| \| 7 \| George Bennett \| Nouvelle-Zélande \| Lotto NL-Jumbo \| 4 \| \| \| 8 \| Tom Dumoulin \| Pays-Bas \| Sunweb \| 3 \| \| \| 9 \| Miguel Ángel López \| Colombie \| Astana \| 2 \| \| \| 10 \| Giulio Ciccone \| Italie \| Bardiani CSF \| 1 \| \| |                    |                  |                  |        |       |
| | Cycliste           | Pays             | Équipe           | Points | Bonif |
| 1 | Simon Yates        | Royaume-Uni      | Mitchelton-Scott | 15     | 10 s  |
| 2 | Thibaut Pinot      | France           | Groupama-FDJ     | 12     | 6 s   |
| 3 | Esteban Chaves     | Colombie         | Mitchelton-Scott | 9      | 4 s   |
| 4 | Domenico Pozzovivo | Italie           | Bahrain-Merida   | 7      |       |
| 5 | Richard Carapaz    | Équateur         | Movistar         | 6      |       |
| 6 | Davide Formolo     | Italie           | Bora-Hansgrohe   | 5      |       |
| 7 | George Bennett     | Nouvelle-Zélande | Lotto NL-Jumbo   | 4      |       |
| 8 | Tom Dumoulin       | Pays-Bas         | Sunweb           | 3      |       |
| 9 | Miguel Ángel López | Colombie         | Astana           | 2      |       |
| 10 | Giulio Ciccone     | Italie           | Bardiani CSF     | 1      |       |

### Cols et côtes
|   | Cycliste          | Pays       | Équipe                      | Points |
| - | ----------------- | ---------- | --------------------------- | ------ |
| 1 | Fausto Masnada    | Italie     | Androni Giocattoli-Sidermec | 15     |
| 2 | Natnael Berhane   | Érythrée   | Dimension Data              | 8      |
| 3 | Davide Ballerini  | Italie     | Androni Giocattoli-Sidermec | 6      |
| 4 | Mikaël Cherel     | France     | AG2R La Mondiale            | 4      |
| 5 | Giovanni Visconti | Italie     | Bahrain-Merida              | 2      |
| 6 | Laurent Didier    | Luxembourg | Trek-Segafredo              | 1      |

|   | Cycliste           | Pays        | Équipe                      | Points |
| - | ------------------ | ----------- | --------------------------- | ------ |
| 1 | Fausto Masnada     | Italie      | Androni Giocattoli-Sidermec | 15     |
| 2 | Mikaël Cherel      | France      | AG2R La Mondiale            | 8      |
| 3 | Tim Wellens        | Belgique    | Lotto Fix All               | 6      |
| 4 | Gianluca Brambilla | Italie      | Trek-Segafredo              | 4      |
| 5 | Hugh Carthy        | Royaume-Uni | EF Education First-Drapac   | 2      |
| 6 | Giovanni Visconti  | Italie      | Bahrain-Merida              | 1      |

- Montée de Campo Imperatore, 1re catégorie (km 225) :

|   | Cycliste           | Pays             | Équipe           | Points |
| - | ------------------ | ---------------- | ---------------- | ------ |
| 1 | Simon Yates        | Royaume-Uni      | Mitchelton-Scott | 35     |
| 2 | Thibaut Pinot      | France           | Groupama-FDJ     | 18     |
| 3 | Esteban Chaves     | Colombie         | Mitchelton-Scott | 12     |
| 4 | Domenico Pozzovivo | Italie           | Bahrain-Merida   | 9      |
| 5 | Richard Carapaz    | Équateur         | Movistar         | 6      |
| 6 | Davide Formolo     | Italie           | Bora-Hansgrohe   | 4      |
| 7 | George Bennett     | Nouvelle-Zélande | Lotto NL-Jumbo   | 2      |
| 8 | Tom Dumoulin       | Pays-Bas         | Sunweb           | 1      |

## Classements à l'issue de l'étape

### Classement général
| \| Classement général \| Classement général \| Classement général \| Classement général \| Classement général \| \| Coureur \| Coureur \| Pays \| Équipe \| Temps \| \| ------------------ \| ------------------ \| ------------------ \| ------------------------- \| ------------------ \| \| 1er \| Simon Yates \| Royaume-Uni \| Mitchelton-Scott \| 37 h 37 min 15 s \| \| 2e \| Esteban Chaves \| Colombie \| Mitchelton-Scott \| + 32 s \| \| 3e \| Tom Dumoulin \| Pays-Bas \| Team Sunweb \| + 38 s \| \| 4e \| Thibaut Pinot \| France \| Groupama-FDJ \| + 45 s \| \| 5e \| Domenico Pozzovivo \| Italie \| Bahrain-Merida \| + 57 s \| \| 6e \| Richard Carapaz \| Équateur \| Movistar Team \| + 1 min 20 s \| \| 7e \| George Bennett \| Nouvelle-Zélande \| LottoNL-Jumbo \| + 1 min 33 s \| \| 8e \| Rohan Dennis \| Australie \| BMC Racing Team \| + 2 min 05 s \| \| 9e \| Pello Bilbao \| Espagne \| Astana \| + 2 min 05 s \| \| 10e \| Michael Woods \| Canada \| EF Education First-Drapac \| + 2 min 25 s \| |                    |                  |                           |                  |
| |                    |                  |                           |                  |
| Source : ProCyclingStats |                    |                  |                           |                  |
| Classement général |                    |                  |                           |                  |
| Coureur | Coureur            | Pays             | Équipe                    | Temps            |
| 1er | Simon Yates        | Royaume-Uni      | Mitchelton-Scott          | 37 h 37 min 15 s |
| 2e | Esteban Chaves     | Colombie         | Mitchelton-Scott          | + 32 s           |
| 3e | Tom Dumoulin       | Pays-Bas         | Team Sunweb               | + 38 s           |
| 4e | Thibaut Pinot      | France           | Groupama-FDJ              | + 45 s           |
| 5e | Domenico Pozzovivo | Italie           | Bahrain-Merida            | + 57 s           |
| 6e | Richard Carapaz    | Équateur         | Movistar Team             | + 1 min 20 s     |
| 7e | George Bennett     | Nouvelle-Zélande | LottoNL-Jumbo             | + 1 min 33 s     |
| 8e | Rohan Dennis       | Australie        | BMC Racing Team           | + 2 min 05 s     |
| 9e | Pello Bilbao       | Espagne          | Astana                    | + 2 min 05 s     |
| 10e | Michael Woods      | Canada           | EF Education First-Drapac | + 2 min 25 s     |

### Classement du meilleur jeune
| Classement du meilleur jeune | Classement du meilleur jeune | Classement du meilleur jeune | Classement du meilleur jeune | Classement du meilleur jeune |
| Coureur                      | Coureur                      | Pays                         | Équipe                       | Temps                        |
| ---------------------------- | ---------------------------- | ---------------------------- | ---------------------------- | ---------------------------- |
| 1er                          | Richard Carapaz              | Équateur                     | Movistar Team                | 37 h 38 min 35 s             |
| 2e                           | Miguel Ángel López           | Colombie                     | Astana                       | + 1 min 14 s                 |
| 3e                           | Ben O'Connor                 | Australie                    | Dimension Data               | + 1 min 16 s                 |
| 4e                           | Sam Oomen                    | Pays-Bas                     | Team Sunweb                  | + 1 min 34 s                 |
| 5e                           | Maximilian Schachmann        | Allemagne                    | Quick-Step Floors            | + 2 min 17 s                 |
| 6e                           | Valerio Conti                | Italie                       | UAE Team Emirates            | + 9 min 30 s                 |
| 7e                           | Fausto Masnada               | Italie                       | Androni Giocattoli-Sidermec  | + 10 min 14 s                |
| 8e                           | Jack Haig                    | Australie                    | Mitchelton-Scott             | + 19 min 14 s                |
| 9e                           | Matej Mohorič                | Slovénie                     | Bahrain-Merida               | + 23 min 46 s                |
| 10e                          | Louis Vervaeke               | Belgique                     | Team Sunweb                  | + 28 min 57 s                |

### Classement aux points
| Classement par points | Classement par points | Classement par points | Classement par points       | Classement par points |
| Coureur               | Coureur               | Pays                  | Équipe                      | Points                |
| --------------------- | --------------------- | --------------------- | --------------------------- | --------------------- |
| 1er                   | Elia Viviani          | Italie                | Quick-Step Floors           | 178 pts               |
| 2e                    | Sam Bennett           | Irlande               | Bora-Hansgrohe              | 100 pts               |
| 3e                    | Sacha Modolo          | Italie                | EF Education First-Drapac   | 73 pts                |
| 4e                    | Davide Ballerini      | Italie                | Androni Giocattoli-Sidermec | 68 pts                |
| 5e                    | Guillaume Boivin      | Canada                | Israel Cycling Academy      | 52 pts                |
| 6e                    | Simon Yates           | Royaume-Uni           | Mitchelton-Scott            | 51 pts                |
| 7e                    | Marco Frapporti       | Italie                | Androni Giocattoli-Sidermec | 49 pts                |
| 8e                    | Maxim Belkov          | Russie                | Katusha-Alpecin             | 46 pts                |
| 9e                    | Enrico Battaglin      | Italie                | LottoNL-Jumbo               | 45 pts                |
| 10e                   | Niccolò Bonifazio     | Italie                | Bahrain-Merida              | 43 pts                |

### Classement du meilleur grimpeur
| Classement de la montagne | Classement de la montagne | Classement de la montagne | Classement de la montagne   | Classement de la montagne |
| Coureur                   | Coureur                   | Pays                      | Équipe                      | Points                    |
| ------------------------- | ------------------------- | ------------------------- | --------------------------- | ------------------------- |
| 1er                       | Simon Yates               | Royaume-Uni               | Mitchelton-Scott            | 55 pts                    |
| 2e                        | Esteban Chaves            | Colombie                  | Mitchelton-Scott            | 47 pts                    |
| 3e                        | Thibaut Pinot             | France                    | Groupama-FDJ                | 36 pts                    |
| 4e                        | Richard Carapaz           | Équateur                  | Movistar Team               | 23 pts                    |
| 5e                        | Fausto Masnada            | Italie                    | Androni Giocattoli-Sidermec | 21 pts                    |
| 6e                        | Domenico Pozzovivo        | Italie                    | Bahrain-Merida              | 16 pts                    |
| 7e                        | Natnael Berhane           | Érythrée                  | Dimension Data              | 15 pts                    |
| 8e                        | Davide Formolo            | Italie                    | Bora-Hansgrohe              | 12 pts                    |
| 9e                        | Mikaël Cherel             | France                    | AG2R La Mondiale            | 12 pts                    |
| 10e                       | Enrico Barbin             | Italie                    | Bardiani CSF                | 11 pts                    |

### Classements par équipes
| Classement par équipes | Classement par équipes | Classement par équipes | Classement par équipes |
| Équipe                 | Équipe                 | Pays                   | Temps                  |
| ---------------------- | ---------------------- | ---------------------- | ---------------------- |
| 1re                    | Mitchelton-Scott       | Australie              | 112 h 55 min 41 s      |
| 2e                     | Astana                 | Kazakhstan             | + 3 min 48 s           |
| 3e                     | Sky                    | Royaume-Uni            | + 4 min 30 s           |
| 4e                     | Movistar Team          | Espagne                | + 7 min 04 s           |
| 5e                     | UAE Team Emirates      | Émirats arabes unis    | + 14 min 28 s          |
| 6e                     | Team Sunweb            | Allemagne              | + 17 min 37 s          |
| 7e                     | Groupama-FDJ           | France                 | + 21 min 45 s          |
| 8e                     | Dimension Data         | Afrique du Sud         | + 25 min 36 s          |
| 9e                     | AG2R La Mondiale       | France                 | + 26 min 59 s          |
| 10e                    | Bora-Hansgrohe         | Allemagne              | + 30 min 40 s          |

| Classement par équipes | Classement par équipes | Classement par équipes | Classement par équipes |
| Équipe                 | Équipe                 | Pays                   | Temps                  |
| ---------------------- | ---------------------- | ---------------------- | ---------------------- |
| 1re                    | Mitchelton-Scott       | Australie              | 112 h 55 min 41 s      |
| 2e                     | Astana                 | Kazakhstan             | + 3 min 48 s           |
| 3e                     | Sky                    | Royaume-Uni            | + 4 min 30 s           |
| 4e                     | Movistar Team          | Espagne                | + 7 min 04 s           |
| 5e                     | UAE Team Emirates      | Émirats arabes unis    | + 14 min 28 s          |
| 6e                     | Team Sunweb            | Allemagne              | + 17 min 37 s          |
| 7e                     | Groupama-FDJ           | France                 | + 21 min 45 s          |
| 8e                     | Dimension Data         | Afrique du Sud         | + 25 min 36 s          |
| 9e                     | AG2R La Mondiale       | France                 | + 26 min 59 s          |
| 10e                    | Bora-Hansgrohe         | Allemagne              | + 30 min 40 s          |

| Classement par équipes aux points | Classement par équipes aux points | Classement par équipes aux points | Classement par équipes aux points |
| Équipe                            | Équipe                            | Pays                              | Points                            |
| --------------------------------- | --------------------------------- | --------------------------------- | --------------------------------- |

| Classement par équipes aux points | Classement par équipes aux points | Classement par équipes aux points | Classement par équipes aux points |
| Équipe                            | Équipe                            | Pays                              | Points                            |
| --------------------------------- | --------------------------------- | --------------------------------- | --------------------------------- |

## Abandon
- 211 -  Jakub Mareczko (Wilier Triestina-Selle Italia) : Abandon